# Liga Mundial de Voleibol de 2011
A Liga Mundial de Voleibol de 2011 foi a 22ª edição do torneio anual de voleibol masculino promovido pela Federação Internacional de Voleibol (FIVB).
Consistindo de duas fases, as dezesseis equipes participantes disputaram a etapa intercontinental entre 27 de maio e 5 de julho. As equipes classificadas disputaram a fase final em Gdańsk–Sopot, na Polônia, entre 6 e 10 de julho.
Numa reedição da final do ano anterior, a Rússia venceu o Brasil na final por 3 sets a 2 e conquistou o título pela segunda vez na história.

## Qualificatória
Quatro equipes participaram do segundo processo de qualificação para a Liga Mundial. Cada uma das confederações filiadas à FIVB teve o direito de indicar um representante através de torneios qualificatórios ou nomeação direta, definido por cada entidade.
| CEV - Portugal NORCECA - Porto Rico | AVC - Japão CAVB - Tunísia |

Portugal enfrentou Porto Rico, e a Tunísia enfrentou o Japão no segundo semestre de 2010. Os vencedores de cada confronto enfrentaram as equipes com pior aproveitamento na edição de 2010 da Liga Mundial: China (15º) e Coreia do Sul (16º). Coreia do Sul e Porto Rico passaram pelas duas etapas e se classificaram para a Liga Mundial de 2011.
Com a desistência dos Países Baixos em disputar a edição de 2011 por motivos financeiros, o Japão acabou indicado para substituir a equipe europeia.
Devido a crise política no norte da África, a seleção do Egito acabou desistindo de disputar a Liga Mundial, levando a FIVB indicar Portugal como substituto.

## Fórmula de disputa
As dezesseis equipes participantes foram divididas em quatro grupos de quatro na fase intercontinental, disputada durante os meses de maio a julho. Nesta fase, cada equipe realizou dois jogos por fim de semana contra cada equipe do grupo, sendo um par em casa e outro na casa adversária, totalizando 12 jogos.
Diferente dos últimos anos, quando apenas a campeã dos grupos avançava, em 2011 as duas melhores equipes de cada grupo na fase intercontinental disputarão a fase final. Caso a Polônia, país-sede da fase final, não fique entre os dois melhores do seu grupo, ela avança no lugar da equipe menos bem classificada em segundo lugar. Nesta última fase, as oito equipes foram divididas em dois grupos de quatro equipes cada. As duas primeiras colocadas de cada grupo avançaram às semifinais, jogando a primeira contra a segunda colocada do outro grupo, com as vencedoras se enfrentando na final.
As duas equipes com o pior aproveitamento na fase intercontinental precisarão disputar a qualificatória para confirmar a vaga na Liga Mundial de 2012. A exceção do Japão, que possui vaga automática em 2012 devido a desvantagem de ter realizado todas as suas partidas fora de casa na fase intercontinental. Em março de 2011 um terremoto seguido de tsunami afetou o país, inclusive danificando as centrais nucleares, fato que levou as demais seleções participantes se recusarem a viajar até o país.

## Grupos
| Grupo A                                        | Grupo B                              | Grupo C                                   | Grupo D                                |
| ---------------------------------------------- | ------------------------------------ | ----------------------------------------- | -------------------------------------- |
| Brasil · Polônia · Estados Unidos · Porto Rico | Rússia · Bulgária · Alemanha · Japão | Sérvia · Argentina · Finlândia · Portugal | Cuba · Itália · França · Coreia do Sul |

## Fase intercontinental
- Vitória por 3 sets a 0 ou 3 a 1: 3 pontos para o vencedor;
- Vitória por 3 sets a 2: 2 pontos para o vencedor e 1 ponto para o perdedor.

### Grupo A
|     |                |     | Jogos | Jogos | Jogos | Pontos | Pontos | Pontos | Sets | Sets | Sets  |
| Pos | Equipe         | Pts | T     | V     | D     | V      | P      | R      | V    | P    | R     |
| --- | -------------- | --- | ----- | ----- | ----- | ------ | ------ | ------ | ---- | ---- | ----- |
| 1   | Brasil         | 30  | 12    | 10    | 2     | 1026   | 890    | 1.153  | 32   | 10   | 3.200 |
| 2   | Estados Unidos | 23  | 12    | 8     | 4     | 1050   | 1006   | 1.044  | 26   | 19   | 1.368 |
| 3   | Polônia        | 18  | 12    | 6     | 6     | 945    | 914    | 1.034  | 21   | 19   | 1.105 |
| 4   | Porto Rico     | 1   | 12    | 0     | 12    | 813    | 1024   | 0.794  | 5    | 36   | 0.139 |

1ª rodada
| Data   |            | Placar |                | 1º Set | 2º Set | 3º Set | 4º Set | 5º Set | Total |
| ------ | ---------- | ------ | -------------- | ------ | ------ | ------ | ------ | ------ | ----- |
| 27 mai | Polônia    | 3–0    | Estados Unidos | 25–20  | 25–22  | 25–19  |        |        | 75–61 |
| 27 mai | Porto Rico | 0–3    | Brasil         | 15–25  | 19–25  | 16–25  |        |        | 50–75 |
| 28 mai | Polônia    | 0–3    | Estados Unidos | 22–25  | 19–25  | 35–37  |        |        | 76–87 |
| 28 mai | Porto Rico | 0–3    | Brasil         | 19–25  | 29–31  | 23–25  |        |        | 71–81 |

2ª rodada
| Data  |            | Placar |                | 1º Set | 2º Set | 3º Set | 4º Set | 5º Set | Total  |
| ----- | ---------- | ------ | -------------- | ------ | ------ | ------ | ------ | ------ | ------ |
| 3 jun | Porto Rico | 1–3    | Estados Unidos | 26–24  | 27–29  | 17–25  | 17–25  |        | 87–103 |
| 4 jun | Brasil     | 3–0    | Polônia        | 25–23  | 26–24  | 25–21  |        |        | 76–68  |
| 4 jun | Porto Rico | 1–3    | Estados Unidos | 23–25  | 24–26  | 25–22  | 12–25  |        | 84–98  |
| 5 jun | Brasil     | 3–1    | Polônia        | 28–26  | 23–25  | 26–24  | 25–23  |        | 102–98 |

3ª rodada
| Data   |            | Placar |                | 1º Set | 2º Set | 3º Set | 4º Set | 5º Set | Total |
| ------ | ---------- | ------ | -------------- | ------ | ------ | ------ | ------ | ------ | ----- |
| 10 jun | Porto Rico | 0–3    | Polônia        | 21–25  | 23–25  | 14–25  |        |        | 58–75 |
| 11 jun | Brasil     | 3–1    | Estados Unidos | 19–25  | 25–21  | 25–19  | 25–21  |        | 94–86 |
| 11 jun | Porto Rico | 0–3    | Polônia        | 22–25  | 15–25  | 21–25  |        |        | 58–75 |
| 12 jun | Brasil     | 1–3    | Estados Unidos | 21–25  | 22–25  | 25–16  | 24–26  |        | 92–92 |

4ª rodada
| Data   |                | Placar |            | 1º Set | 2º Set | 3º Set | 4º Set | 5º Set | Total |
| ------ | -------------- | ------ | ---------- | ------ | ------ | ------ | ------ | ------ | ----- |
| 17 jun | Estados Unidos | 0–3    | Polônia    | 22–25  | 19–25  | 20–25  |        |        | 61–75 |
| 18 jun | Brasil         | 3–0    | Porto Rico | 25–20  | 25–10  | 25–23  |        |        | 75–53 |
| 18 jun | Estados Unidos | 3–1    | Polônia    | 25–21  | 15–25  | 25–18  | 25–22  |        | 90–86 |
| 19 jun | Brasil         | 3–0    | Porto Rico | 25–10  | 25–20  | 25–20  |        |        | 75–50 |

5ª rodada
| Data   |                | Placar |            | 1º Set | 2º Set | 3º Set | 4º Set | 5º Set | Total  |
| ------ | -------------- | ------ | ---------- | ------ | ------ | ------ | ------ | ------ | ------ |
| 24 jun | Polônia        | 3–1    | Porto Rico | 24–26  | 28–26  | 25–22  | 25–17  |        | 102–91 |
| 24 jun | Estados Unidos | 1–3    | Brasil     | 21–25  | 20–25  | 25–21  | 19–25  |        | 85–96  |
| 25 jun | Polônia        | 3–0    | Porto Rico | 25–19  | 25–22  | 25–20  |        |        | 75–61  |
| 25 jun | Estados Unidos | 3–1    | Brasil     | 25–20  | 25–23  | 22–25  | 25–23  |        | 97–91  |

6ª rodada
| Data   |                | Placar |            | 1º Set | 2º Set | 3º Set | 4º Set | 5º Set | Total  |
| ------ | -------------- | ------ | ---------- | ------ | ------ | ------ | ------ | ------ | ------ |
| 29 jun | Polônia        | 1–3    | Brasil     | 23–25  | 25–18  | 16–25  | 24–26  |        | 88–94  |
| 30 jun | Polônia        | 0–3    | Brasil     | 17–25  | 14–25  | 21–25  |        |        | 52–75  |
| 1 jul  | Estados Unidos | 3–2    | Porto Rico | 25–27  | 25–22  | 25–12  | 25–27  | 15–8   | 115–96 |
| 2 jul  | Estados Unidos | 3–0    | Porto Rico | 25–13  | 25–22  | 25–19  |        |        | 75–54  |

### Grupo B
|     |          |     | Jogos | Jogos | Jogos | Pontos | Pontos | Pontos | Sets | Sets | Sets  |
| Pos | Equipe   | Pts | T     | V     | D     | V      | P      | R      | V    | P    | R     |
| --- | -------- | --- | ----- | ----- | ----- | ------ | ------ | ------ | ---- | ---- | ----- |
| 1   | Rússia   | 31  | 12    | 11    | 1     | 1046   | 857    | 1.221  | 34   | 9    | 3.778 |
| 2   | Bulgária | 22  | 12    | 7     | 5     | 1057   | 1045   | 1.011  | 27   | 22   | 1.227 |
| 3   | Alemanha | 15  | 12    | 5     | 7     | 1111   | 1127   | 0.986  | 23   | 28   | 0.821 |
| 4   | Japão    | 4   | 12    | 1     | 11    | 884    | 1069   | 0.827  | 10   | 35   | 0.286 |

1ª rodada
| Data   |          | Placar |          | 1º Set | 2º Set | 3º Set | 4º Set | 5º Set | Total   |
| ------ | -------- | ------ | -------- | ------ | ------ | ------ | ------ | ------ | ------- |
| 27 mai | Rússia   | 3–0    | Japão    | 25–22  | 25–20  | 25–18  |        |        | 75–60   |
| 28 mai | Rússia   | 3–1    | Japão    | 22–25  | 25–19  | 25–12  | 25–12  |        | 97–68   |
| 28 mai | Bulgária | 2–3    | Alemanha | 25–21  | 18–25  | 21–25  | 25–15  | 10–15  | 99–101  |
| 29 mai | Bulgária | 3–2    | Alemanha | 25–21  | 23–25  | 25–22  | 20–25  | 15–9   | 108–102 |

2ª rodada
| Data  |          | Placar |          | 1º Set | 2º Set | 3º Set | 4º Set | 5º Set | Total |
| ----- | -------- | ------ | -------- | ------ | ------ | ------ | ------ | ------ | ----- |
| 3 jun | Rússia   | 3–0    | Alemanha | 29–27  | 25–23  | 25–23  |        |        | 79–73 |
| 4 jun | Rússia   | 3–0    | Alemanha | 25–23  | 25–15  | 25–22  |        |        | 75–60 |
| 4 jun | Bulgária | 3–1    | Japão    | 22–25  | 25–21  | 25–16  | 25–20  |        | 97–82 |
| 5 jun | Bulgária | 3–0    | Japão    | 25–14  | 25–17  | 25–19  |        |        | 75–50 |

3ª rodada
| Data   |          | Placar |          | 1º Set | 2º Set | 3º Set | 4º Set | 5º Set | Total   |
| ------ | -------- | ------ | -------- | ------ | ------ | ------ | ------ | ------ | ------- |
| 10 jun | Rússia   | 3–0    | Bulgária | 25–15  | 25–20  | 25–18  |        |        | 75–53   |
| 11 jun | Rússia   | 3–0    | Bulgária | 25–14  | 27–25  | 25–20  |        |        | 77–59   |
| 11 jun | Alemanha | 3–2    | Japão    | 20–25  | 23–25  | 25–23  | 25–11  | 18–16  | 111–100 |
| 12 jun | Alemanha | 2–3    | Japão    | 21–25  | 22–25  | 29–27  | 25–19  | 14–16  | 111–112 |

4ª rodada
| Data   |          | Placar |          | 1º Set | 2º Set | 3º Set | 4º Set | 5º Set | Total   |
| ------ | -------- | ------ | -------- | ------ | ------ | ------ | ------ | ------ | ------- |
| 18 jun | Rússia   | 3–0    | Japão    | 25–22  | 25–15  | 25–20  |        |        | 75–57   |
| 18 jun | Alemanha | 3–2    | Bulgária | 25–18  | 25–21  | 18–25  | 18–25  | 15–13  | 101–102 |
| 19 jun | Rússia   | 3–0    | Japão    | 25–15  | 25–18  | 25–21  |        |        | 75–54   |
| 19 jun | Alemanha | 1–3    | Bulgária | 24–26  | 22–25  | 25–20  | 23–25  |        | 94–96   |

5ª rodada
| Data   |          | Placar |        | 1º Set | 2º Set | 3º Set | 4º Set | 5º Set | Total  |
| ------ | -------- | ------ | ------ | ------ | ------ | ------ | ------ | ------ | ------ |
| 23 jun | Alemanha | 2–3    | Rússia | 14–25  | 25–22  | 25–21  | 23–25  | 7–15   | 94–108 |
| 24 jun | Alemanha | 1–3    | Rússia | 29–27  | 20–25  | 17–25  | 26–28  |        | 92–105 |
| 25 jun | Bulgária | 3–0    | Japão  | 25–20  | 25–21  | 25–23  |        |        | 75–64  |
| 26 jun | Bulgária | 3–2    | Japão  | 25–21  | 20–25  | 25–13  | 21–25  | 15–10  | 106–94 |

6ª rodada
| Data   |          | Placar |        | 1º Set | 2º Set | 3º Set | 4º Set | 5º Set | Total  |
| ------ | -------- | ------ | ------ | ------ | ------ | ------ | ------ | ------ | ------ |
| 30 jun | Bulgária | 3–1    | Rússia | 25–22  | 18–25  | 30–28  | 25–20  |        | 98–95  |
| 30 jun | Alemanha | 3–1    | Japão  | 22–25  | 25–21  | 25–20  | 25–21  |        | 97–87  |
| 1 jul  | Bulgária | 2–3    | Rússia | 14–25  | 25–23  | 13–25  | 25–22  | 12–15  | 89–110 |
| 1 jul  | Alemanha | 3–0    | Japão  | 25–14  | 25–22  | 25–20  |        |        | 75–56  |

### Grupo C
|     |           |     | Jogos | Jogos | Jogos | Pontos | Pontos | Pontos | Sets | Sets | Sets  |
| Pos | Equipe    | Pts | T     | V     | D     | V      | P      | R      | V    | P    | R     |
| --- | --------- | --- | ----- | ----- | ----- | ------ | ------ | ------ | ---- | ---- | ----- |
| 1   | Argentina | 25  | 12    | 9     | 3     | 1003   | 958    | 1.047  | 29   | 15   | 1.933 |
| 2   | Sérvia    | 21  | 12    | 7     | 5     | 1111   | 1035   | 1.073  | 26   | 21   | 1.238 |
| 3   | Finlândia | 17  | 12    | 5     | 7     | 1115   | 1148   | 0.971  | 24   | 27   | 0.889 |
| 4   | Portugal  | 9   | 12    | 3     | 9     | 1028   | 1116   | 0.921  | 16   | 32   | 0.500 |

1ª rodada
| Data   |           | Placar |           | 1º Set | 2º Set | 3º Set | 4º Set | 5º Set | Total   |
| ------ | --------- | ------ | --------- | ------ | ------ | ------ | ------ | ------ | ------- |
| 28 mai | Portugal  | 3–2    | Finlândia | 23–25  | 27–25  | 25–21  | 24–26  | 15–13  | 114–110 |
| 28 mai | Argentina | 0–3    | Sérvia    | 14–25  | 21–25  | 22–25  |        |        | 57–75   |
| 29 mai | Portugal  | 3–1    | Finlândia | 25–18  | 23–25  | 25–21  | 25–23  |        | 98–87   |
| 29 mai | Argentina | 3–0    | Sérvia    | 25–21  | 26–24  | 25–20  |        |        | 76–65   |

2ª rodada
| Data  |          | Placar |           | 1º Set | 2º Set | 3º Set | 4º Set | 5º Set | Total  |
| ----- | -------- | ------ | --------- | ------ | ------ | ------ | ------ | ------ | ------ |
| 3 jun | Sérvia   | 1–3    | Finlândia | 27–25  | 24–26  | 20–25  | 25–27  |        | 96–103 |
| 3 jun | Portugal | 0–3    | Argentina | 21–25  | 20–25  | 19–25  |        |        | 60–75  |
| 4 jun | Portugal | 1–3    | Argentina | 23–25  | 21–25  | 25–14  | 22–25  |        | 91–89  |
| 4 jun | Sérvia   | 3–0    | Finlândia | 25–21  | 25–15  | 25–21  |        |        | 75–57  |

3ª rodada
| Data   |           | Placar |           | 1º Set | 2º Set | 3º Set | 4º Set | 5º Set | Total   |
| ------ | --------- | ------ | --------- | ------ | ------ | ------ | ------ | ------ | ------- |
| 10 jun | Finlândia | 2–3    | Argentina | 17–25  | 25–21  | 20–25  | 25–23  | 10–15  | 97–109  |
| 10 jun | Sérvia    | 2–3    | Portugal  | 22–25  | 25–19  | 26–28  | 25–23  | 13–15  | 111–110 |
| 11 jun | Finlândia | 0–3    | Argentina | 21–25  | 24–26  | 19–25  |        |        | 64–76   |
| 11 jun | Sérvia    | 3–0    | Portugal  | 26–24  | 25–18  | 29–27  |        |        | 80–69   |

4ª rodada
| Data   |           | Placar |          | 1º Set | 2º Set | 3º Set | 4º Set | 5º Set | Total   |
| ------ | --------- | ------ | -------- | ------ | ------ | ------ | ------ | ------ | ------- |
| 17 jun | Finlândia | 2–3    | Sérvia   | 20–25  | 25–23  | 17–25  | 36–34  | 11–15  | 109–122 |
| 18 jun | Finlândia | 3–2    | Sérvia   | 25–23  | 25–23  | 22–25  | 20–25  | 15–11  | 107–107 |
| 18 jun | Argentina | 3–1    | Portugal | 25–16  | 25–17  | 22–25  | 26–24  |        | 98–82   |
| 19 jun | Argentina | 3–0    | Portugal | 25–19  | 25–18  | 25–17  |        |        | 75–54   |

5ª rodada
| Data   |           | Placar |           | 1º Set | 2º Set | 3º Set | 4º Set | 5º Set | Total   |
| ------ | --------- | ------ | --------- | ------ | ------ | ------ | ------ | ------ | ------- |
| 23 jun | Argentina | 3–2    | Finlândia | 21–25  | 25–17  | 19–25  | 26–24  | 15–11  | 106–102 |
| 24 jun | Argentina | 1–3    | Finlândia | 14–25  | 17–25  | 25–23  | 26–28  |        | 82–101  |
| 25 jun | Portugal  | 2–3    | Sérvia    | 21–25  | 25–19  | 31–29  | 17–25  | 11–15  | 105–113 |
| 26 jun | Portugal  | 1–3    | Sérvia    | 14–25  | 27–25  | 19–25  | 22–25  |        | 82–100  |

6ª rodada
| Data   |           | Placar |           | 1º Set | 2º Set | 3º Set | 4º Set | 5º Set | Total  |
| ------ | --------- | ------ | --------- | ------ | ------ | ------ | ------ | ------ | ------ |
| 29 jun | Sérvia    | 3–1    | Argentina | 25–18  | 23–25  | 25–18  | 25–22  |        | 98–83  |
| 30 jun | Finlândia | 3–2    | Portugal  | 22–25  | 16–25  | 25–19  | 25–17  | 15–13  | 103–99 |
| 30 jun | Sérvia    | 0–3    | Argentina | 23–25  | 25–27  | 21–25  |        |        | 69–77  |
| 1 jul  | Finlândia | 3–0    | Portugal  | 25–21  | 25–21  | 25–22  |        |        | 75–64  |

### Grupo D
|     |               |     | Jogos | Jogos | Jogos | Pontos | Pontos | Pontos | Sets | Sets | Sets  |
| Pos | Equipe        | Pts | T     | V     | D     | V      | P      | R      | V    | P    | R     |
| --- | ------------- | --- | ----- | ----- | ----- | ------ | ------ | ------ | ---- | ---- | ----- |
| 1   | Itália        | 28  | 12    | 10    | 2     | 1039   | 898    | 1.157  | 31   | 12   | 2.583 |
| 2   | Cuba          | 23  | 12    | 8     | 4     | 1048   | 1016   | 1.031  | 26   | 19   | 1.368 |
| 3   | França        | 11  | 12    | 3     | 9     | 1042   | 1106   | 0.942  | 18   | 29   | 0.621 |
| 4   | Coreia do Sul | 10  | 12    | 3     | 9     | 905    | 1014   | 0.893  | 14   | 29   | 0.483 |

1ª rodada
| Data   |               | Placar |        | 1º Set | 2º Set | 3º Set | 4º Set | 5º Set | Total |
| ------ | ------------- | ------ | ------ | ------ | ------ | ------ | ------ | ------ | ----- |
| 27 mai | França        | 0–3    | Itália | 14–25  | 20–25  | 12–25  |        |        | 46–75 |
| 28 mai | Coreia do Sul | 3–0    | Cuba   | 25–20  | 29–27  | 25–18  |        |        | 79–65 |
| 29 mai | Coreia do Sul | 1–3    | Cuba   | 25–21  | 23–25  | 18–25  | 18–25  |        | 84–96 |
| 29 mai | França        | 0–3    | Itália | 15–25  | 23–25  | 25–27  |        |        | 63–77 |

2ª rodada
| Data  |               | Placar |        | 1º Set | 2º Set | 3º Set | 4º Set | 5º Set | Total  |
| ----- | ------------- | ------ | ------ | ------ | ------ | ------ | ------ | ------ | ------ |
| 2 jun | Itália        | 3–0    | Cuba   | 25–19  | 25–21  | 27–25  |        |        | 77–65  |
| 4 jun | Coreia do Sul | 3–1    | França | 25–21  | 24–26  | 25–20  | 25–16  |        | 99–83  |
| 5 jun | Coreia do Sul | 3–1    | França | 27–25  | 19–25  | 25–23  | 25–16  |        | 96–89  |
| 5 jun | Itália        | 3–2    | Cuba   | 25–14  | 23–25  | 25–17  | 22–25  | 18–16  | 113–97 |

3ª rodada
| Data   |               | Placar |        | 1º Set | 2º Set | 3º Set | 4º Set | 5º Set | Total   |
| ------ | ------------- | ------ | ------ | ------ | ------ | ------ | ------ | ------ | ------- |
| 9 jun  | França        | 1–3    | Cuba   | 27–29  | 27–25  | 23–25  | 31–33  |        | 108–112 |
| 11 jun | Coreia do Sul | 1–3    | Itália | 25–23  | 19–25  | 21–25  | 20–25  |        | 85–98   |
| 11 jun | França        | 2–3    | Cuba   | 25–23  | 21–25  | 25–22  | 22–25  | 9–15   | 102–110 |
| 12 jun | Coreia do Sul | 2–3    | Itália | 15–25  | 22–25  | 25–21  | 25–22  | 10–15  | 97–108  |

4ª rodada
| Data   |               | Placar |        | 1º Set | 2º Set | 3º Set | 4º Set | 5º Set | Total   |
| ------ | ------------- | ------ | ------ | ------ | ------ | ------ | ------ | ------ | ------- |
| 17 jun | Itália        | 1–3    | França | 25–21  | 30–32  | 23–25  | 22–25  |        | 100–103 |
| 18 jun | Coreia do Sul | 0–3    | Cuba   | 20–25  | 22–25  | 20–25  |        |        | 62–75   |
| 18 jun | Itália        | 3–1    | França | 25–20  | 18–25  | 25–22  | 25–17  |        | 93–84   |
| 19 jun | Coreia do Sul | 0–3    | Cuba   | 23–25  | 13–25  | 18–25  |        |        | 54–75   |

5ª rodada
| Data   |        | Placar |               | 1º Set | 2º Set | 3º Set | 4º Set | 5º Set | Total   |
| ------ | ------ | ------ | ------------- | ------ | ------ | ------ | ------ | ------ | ------- |
| 24 jun | Itália | 3–0    | Coreia do Sul | 25–18  | 25–21  | 25–20  |        |        | 75–59   |
| 24 jun | França | 2–3    | Cuba          | 25–21  | 22–25  | 25–21  | 22–25  | 12–15  | 106–107 |
| 26 jun | França | 1–3    | Cuba          | 25–21  | 20–25  | 15–25  | 23–25  |        | 83–96   |
| 26 jun | Itália | 3–0    | Coreia do Sul | 25–15  | 25–13  | 25–21  |        |        | 75–49   |

6ª rodada
| Data   |        | Placar |               | 1º Set | 2º Set | 3º Set | 4º Set | 5º Set | Total  |
| ------ | ------ | ------ | ------------- | ------ | ------ | ------ | ------ | ------ | ------ |
| 29 jun | Itália | 3–0    | Cuba          | 25–21  | 25–22  | 32–30  |        |        | 82–73  |
| 29 jun | França | 3–1    | Coreia do Sul | 23–25  | 27–25  | 25–16  | 25–15  |        | 100–81 |
| 1 jul  | Itália | 0–3    | Cuba          | 21–25  | 20–25  | 25–27  |        |        | 66–77  |
| 1 jul  | França | 3–0    | Coreia do Sul | 25–20  | 25–18  | 25–22  |        |        | 75–60  |

## Fase final

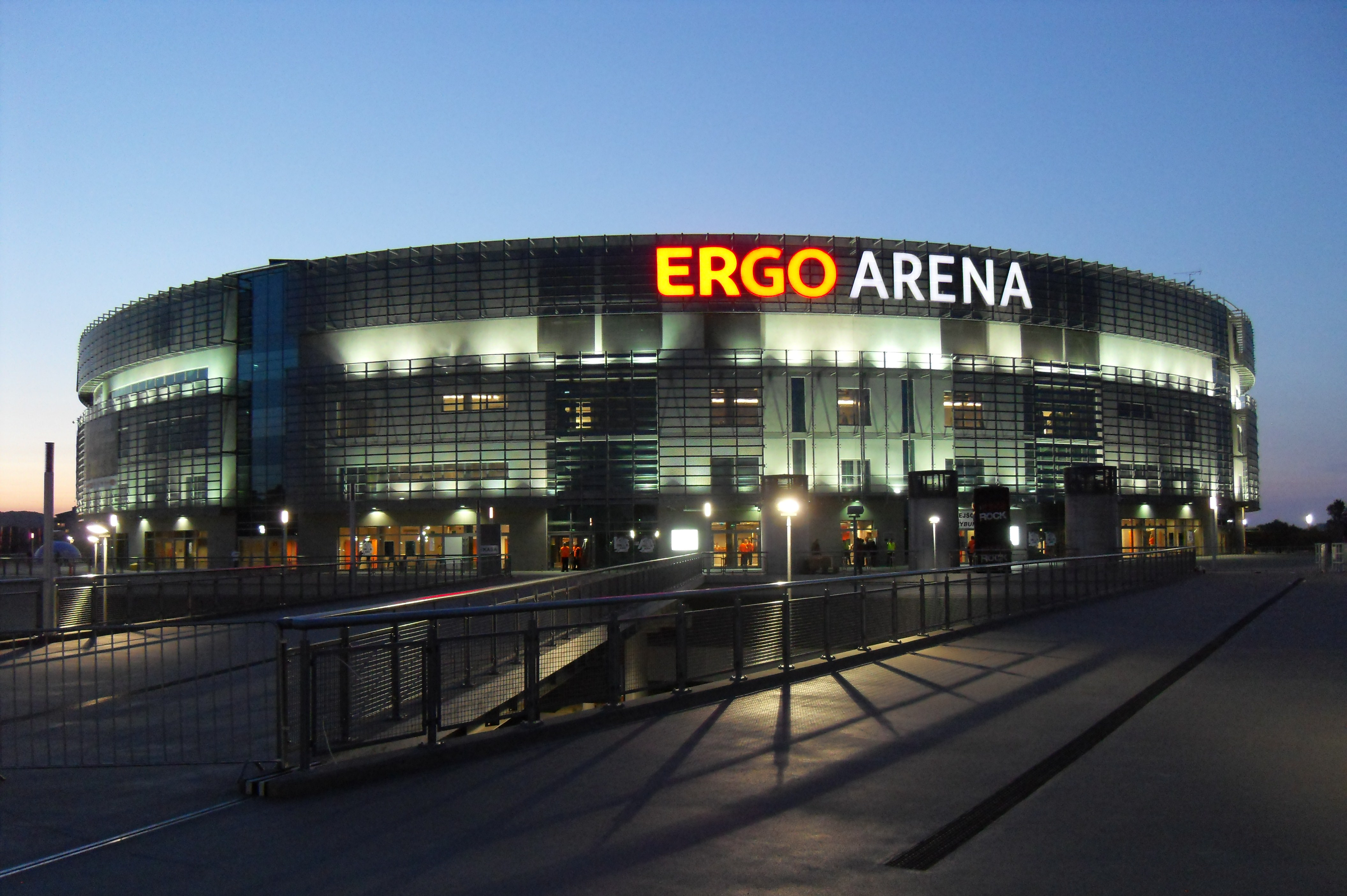
Ergo Arena, sede das partidas da fase final.

A fase final da Liga Mundial de 2011 foi disputada em Gdańsk–Sopot, na Polônia, entre os dias 6 e 10 de julho. Os dois primeiros colocados de cada grupo da fase intercontinental (8), entre eles o país-sede da fase final (Polônia), disputaram essa fase, onde foram divididos em dois grupos, classificando os dois melhores para as semifinais. Como a Polônia não ficou entre as duas primeiras posições em seu grupo, apenas os três melhores segundos colocados avançaram a fase final.

### Países classificados
| País           | Classificação           |
| -------------- | ----------------------- |
| Polônia        | País-sede da fase final |
| Brasil         | Campeão do Grupo A      |
| Rússia         | Campeão do Grupo B      |
| Argentina      | Campeão do Grupo C      |
| Itália         | Campeão do Grupo D      |
| Estados Unidos | Vice-campeão do Grupo A |
| Bulgária       | Vice-campeão do Grupo B |
| Cuba           | Vice-campeão do Grupo D |

### Grupo E
|     |           |     | Jogos | Jogos | Jogos | Pontos | Pontos | Pontos | Sets | Sets | Sets  |
| Pos | Equipe    | Pts | T     | V     | D     | V      | P      | R      | V    | P    | R     |
| --- | --------- | --- | ----- | ----- | ----- | ------ | ------ | ------ | ---- | ---- | ----- |
| 1   | Argentina | 7   | 3     | 2     | 1     | 276    | 257    | 1.074  | 8    | 4    | 2,000 |
| 2   | Polônia   | 4   | 3     | 2     | 1     | 264    | 286    | 0.923  | 6    | 7    | 0.857 |
| 3   | Bulgária  | 4   | 3     | 1     | 2     | 241    | 242    | 0.996  | 5    | 6    | 0.833 |
| 4   | Itália    | 3   | 3     | 1     | 2     | 229    | 225    | 1.018  | 4    | 6    | 0.667 |

1ª rodada
| Data  |           | Placar |          | 1º Set | 2º Set | 3º Set | 4º Set | 5º Set | Total   |
| ----- | --------- | ------ | -------- | ------ | ------ | ------ | ------ | ------ | ------- |
| 6 jul | Argentina | 3–1    | Itália   | 20–25  | 25–20  | 25–22  | 25–22  |        | 95–89   |
| 6 jul | Polônia   | 3–2    | Bulgária | 25–20  | 23–25  | 14–25  | 25–22  | 15–13  | 102–105 |

2ª rodada
| Data  |          | Placar |           | 1º Set | 2º Set | 3º Set | 4º Set | 5º Set | Total |
| ----- | -------- | ------ | --------- | ------ | ------ | ------ | ------ | ------ | ----- |
| 7 jul | Bulgária | 0–3    | Argentina | 17–25  | 22–25  | 22–25  |        |        | 61–75 |
| 7 jul | Itália   | 3–0    | Polônia   | 25–15  | 25–20  | 25–20  |        |        | 75–55 |

3ª rodada
| Data  |         | Placar |           | 1º Set | 2º Set | 3º Set | 4º Set | 5º Set | Total   |
| ----- | ------- | ------ | --------- | ------ | ------ | ------ | ------ | ------ | ------- |
| 8 jul | Itália  | 0–3    | Bulgária  | 22–25  | 22–25  | 21–25  |        |        | 65–75   |
| 8 jul | Polônia | 3–2    | Argentina | 18–25  | 25–22  | 25–20  | 24–26  | 15–13  | 107–106 |

### Grupo F
|     |                |     | Jogos | Jogos | Jogos | Pontos | Pontos | Pontos | Sets | Sets | Sets  |
| Pos | Equipe         | Pts | T     | V     | D     | V      | P      | R      | V    | P    | R     |
| --- | -------------- | --- | ----- | ----- | ----- | ------ | ------ | ------ | ---- | ---- | ----- |
| 1   | Rússia         | 9   | 3     | 3     | 0     | 254    | 207    | 1.227  | 9    | 1    | 9,000 |
| 2   | Brasil         | 5   | 3     | 2     | 1     | 256    | 265    | 0.966  | 6    | 6    | 1,000 |
| 3   | Estados Unidos | 2   | 3     | 1     | 2     | 283    | 296    | 0.956  | 5    | 8    | 0.625 |
| 4   | Cuba           | 2   | 3     | 0     | 3     | 268    | 293    | 0.915  | 4    | 9    | 0.444 |

1ª rodada
| Data  |        | Placar |                | 1º Set | 2º Set | 3º Set | 4º Set | 5º Set | Total   |
| ----- | ------ | ------ | -------------- | ------ | ------ | ------ | ------ | ------ | ------- |
| 6 jul | Rússia | 3–1    | Estados Unidos | 29–31  | 25–16  | 25–21  | 25–22  |        | 104–90  |
| 6 jul | Brasil | 3–2    | Cuba           | 18–25  | 21–25  | 25–16  | 30–28  | 15–12  | 109–106 |

2ª rodada
| Data  |                | Placar |        | 1º Set | 2º Set | 3º Set | 4º Set | 5º Set | Total |
| ----- | -------------- | ------ | ------ | ------ | ------ | ------ | ------ | ------ | ----- |
| 7 jul | Cuba           | 0–3    | Rússia | 20–25  | 20–25  | 20–25  |        |        | 60–75 |
| 7 jul | Estados Unidos | 1–3    | Brasil | 25–15  | 22–25  | 22–25  | 15–25  |        | 84–90 |

3ª rodada
| Data  |                | Placar |        | 1º Set | 2º Set | 3º Set | 4º Set | 5º Set | Total   |
| ----- | -------------- | ------ | ------ | ------ | ------ | ------ | ------ | ------ | ------- |
| 8 jul | Estados Unidos | 3–2    | Cuba   | 23–25  | 25–21  | 25–18  | 21–25  | 15–13  | 109–102 |
| 8 jul | Brasil         | 0–3    | Rússia | 20–25  | 20–25  | 17–25  |        |        | 57–75   |

### Final four
|  | Semifinais | Semifinais |   |             | Final          | Final |  |
|  |            |            |   |             |                |       |  |
|  | 9 de julho |            |   |             |                |       |  |
|  | Argentina  | 0          |   |             |                |       |  |
|  | Brasil     | 3          |   |             |                |       |  |
|  |            |            |   |             |                |       |  |
|  |            |            |   |             | 10 de julho    |       |  |
|  |            |            |   |             | Brasil         | 2     |  |
|  |            | Rússia     | 3 |             |                |       |  |
|  |            |            |   |             |                |       |  |
|  |            |            |   |             |                |       |  |
|  |            |            |   |             | Terceiro lugar |       |  |
|  | 9 de julho | 9 de julho |   | 10 de julho | 10 de julho    |       |  |
|  | Rússia     | 3          |   | Argentina   | 0              |       |  |
|  | Polônia    | 1          |   |             | Polônia        | 3     |  |

Semifinais
| Data  |           | Placar |         | 1º Set | 2º Set | 3º Set | 4º Set | 5º Set | Total |
| ----- | --------- | ------ | ------- | ------ | ------ | ------ | ------ | ------ | ----- |
| 9 jul | Argentina | 0–3    | Brasil  | 22–25  | 40–42  | 23–25  |        |        | 85–92 |
| 9 jul | Rússia    | 3–1    | Polônia | 25–22  | 25–23  | 22–25  | 25–17  |        | 97–87 |

Terceiro lugar
| Data   |           | Placar |         | 1º Set | 2º Set | 3º Set | 4º Set | 5º Set | Total |
| ------ | --------- | ------ | ------- | ------ | ------ | ------ | ------ | ------ | ----- |
| 10 jul | Argentina | 0–3    | Polônia | 18–25  | 23–25  | 22–25  |        |        | 63–75 |

Final
| Data   |        | Placar |        | 1º Set | 2º Set | 3º Set | 4º Set | 5º Set | Total   |
| ------ | ------ | ------ | ------ | ------ | ------ | ------ | ------ | ------ | ------- |
| 10 jul | Brasil | 2–3    | Rússia | 25–23  | 25–27  | 23–25  | 25–22  | 11–15  | 109–112 |

## Classificação final
| Campeão | Vice-campeão | Terceiro lugar |
| RússiaDmitriy Ilinikh · Nikolay Apalikov · Taras Khtey · Sergey Grankin · Denis Biriukov · Aleksandr Sokolov · Yury Berezhko · Aleksandr Butko · Dmitriy Muserskiy · Dmitry Shcherbinin · Alexey Spiridonov · Maxim Mikhaylov · Aleksandr Volkov · Hachatur StepanyanSemen Poltavskiy · Nikolay Pavlov · Sergey Makarov · Dmitry Krasikov · Alexander Gutsalyuk · Valery Komarov | BrasilBruno Rezende · Wallace Martins · Sidnei dos Santos · Leandro Vissotto · Gilberto Godoy Filho · Murilo Endres · Théo Lopes · Sérgio Dutra Santos · Rodrigo Santana · João Paulo Bravo · Lucas Saatkamp · Marlon Muraguti Yared · Dante Amaral · Mário Pedreira JúniorÉder Carbonera · William Arjona · Thiago Alves · João Paulo Tavares · Gustavo Endres · Raphael Oliveira | PolôniaPiotr Nowakowski · Paweł Zatorski · Grzegorz Kosok · Karol Kłos · Bartosz Kurek · Jakub Jarosz · Zbigniew Bartman · Paweł Woicki · Michał Kubiak · Michał Ruciak · Łukasz Żygadło · Krzysztof Ignaczak · Michał Bąkiewicz · Marcin MożdżonekPiotr Gruszka · Bartosz Janeczek · Marcel Gromadowski · Fabian Drzyzga · Mateusz Mika · Piotr Hain |

| 4  | Argentina      |
| 5  | Bulgária       |
| 6  | Itália         |
| 7  | Estados Unidos |
| 8  | Cuba           |
| 9  | Sérvia         |
| 10 | Finlândia      |
| 11 | Alemanha       |
| 12 | França         |
| 13 | Coreia do Sul  |
| 14 | Portugal       |
| 15 | Japão          |
| 16 | Porto Rico     |

|  | Disputou as Qualificatórias para a Liga Mundial de 2012 |

## Prêmios individuais
| MVP (Most Valuable Player) | Maxim Mikhaylov    | Rússia    |
| Maior pontuador            | Bartosz Kurek      | Polônia   |
| Melhor atacante            | Théo Lopes         | Brasil    |
| Melhor bloqueador          | Maxim Mikhaylov    | Rússia    |
| Melhor sacador             | Dmitriy Muserskiy  | Rússia    |
| Melhor receptor            | Murilo Endres      | Brasil    |
| Melhor levantador          | Luciano De Cecco   | Argentina |
| Melhor líbero              | Krzysztof Ignaczak | Polônia   |

## Estatísticas por fundamento
| Posição | Jogador             | Pontos |
| ------- | ------------------- | ------ |
| 1       | RUS Maxim Mikhaylov | 103    |
| 2       | POL Bartosz Kurek   | 102    |
| 3       | ARG Facundo Conte   | 93     |
| 4       | RUS Taras Khtei     | 69     |
| 4       | BRA Théo Lopes      | 63     |

| Posição | Jogador                  | Aproveitamento (%) |
| ------- | ------------------------ | ------------------ |
| 1       | BRA Théo Lopes           | 59,55              |
| 2       | ARG Facundo Conte        | 53,90              |
| 3       | RUS Maxim Mikhaylov      | 53,85              |
| 4       | RUS Taras Khtei          | 50,86              |
| 5       | BRA Gilberto Godoy Filho | 46,85              |

| Posição | Jogador               | Média de pontos por set |
| ------- | --------------------- | ----------------------- |
| 1       | ARG Sebastián Solé    | 0,89                    |
| 2       | RUS Maxim Mikhaylov   | 0,79                    |
| 3       | RUS Dmitriy Muserskiy | 0,68                    |
| 4       | POL Bartosz Kurek     | 0,65                    |
| 5       | POL Piotr Nowakowski  | 0,55                    |

| Posição | Jogador               | Média de pontos por set |
| ------- | --------------------- | ----------------------- |
| 1       | RUS Dmitriy Muserskiy | 0,63                    |
| 2       | POL Bartosz Kurek     | 0,45                    |
| 3       | ARG Facundo Conte     | 0,33                    |
| 4       | BRA Lucas Saatkamp    | 0,30                    |
| 5       | ARG Federico Pereyra  | 0,28                    |

| Posição | Jogador                 | Média de defesas por set |
| ------- | ----------------------- | ------------------------ |
| 1       | POL Krzysztof Ignaczak  | 4,40                     |
| 2       | RUS Alexander Sokolov   | 4,37                     |
| 3       | ARG Alexis González     | 4,28                     |
| 4       | BRA Sérgio Dutra Santos | 4,05                     |
| 5       | BRA Murilo Endres       | 3,00                     |

| Posição | Jogador                   | Levantamentos por set |
| ------- | ------------------------- | --------------------- |
| 1       | ARG Luciano De Cecco      | 9,94                  |
| 2       | BRA Bruno Rezende         | 6,90                  |
| 3       | RUS Sergey Grankin        | 6,47                  |
| 4       | POL Łukasz Żygadło        | 4,35                  |
| 5       | BRA Marlon Muraguti Yared | 3,30                  |

| Posição | Jogador                 | Aproveitamento (%) |
| ------- | ----------------------- | ------------------ |
| 1       | BRA Murilo Endres       | 66,46              |
| 2       | ARG Alexis González     | 60,19              |
| 3       | ARG Rodrigo Quiroga     | 59,06              |
| 4       | POL Krzysztof Ignaczak  | 58,17              |
| 5       | BRA Sérgio Dutra Santos | 51,38              |

| Posição | Jogador                 | Média de recepções por set |
| ------- | ----------------------- | -------------------------- |
| 1       | POL Krzysztof Ignaczak  | 9,40                       |
| 2       | RUS Alexander Sokolov   | 8,58                       |
| 3       | ARG Alexis González     | 8,00                       |
| 4       | BRA Sérgio Dutra Santos | 7,35                       |